# Colin Wilson (écrivain)
Pour les articles homonymes, voir Colin Wilson.
Colin Henry Wilson, né le 26 juin 1931 à Leicester en Angleterre et mort le 5 décembre 2013 en Cornouailles en Angleterre, est un écrivain britannique.

## Biographie
Il devient renommé en 1956 avec The Outsider (L'Homme en dehors) un livre qui popularisa la philosophie existentielle en Grande-Bretagne, dans les divers aspects d'aliénation développés chez Albert Camus, Jean-Paul Sartre, Ernest Hemingway, Hermann Hesse, Fiodor Dostoïevski, T. E. Lawrence, Vaslav Nijinski ou Vincent van Gogh.
Parallèlement, il s'intéresse à ce que les Anglais nomment « True crime », à la vie après la mort, au fantastique (H. P. Lovecraft) et à la psychologie. Son roman Les Vampires de l'espace a été adapté au cinéma par Tobe Hooper (Lifeforce, 1985 avec Mathilda May).
Auteur de plus de 80 ouvrages, il donnait régulièrement des conférences aux États-Unis.